# آل مذلوح (مكيراس)

تعديل مصدري - تعديل

ال مذلوح هي إحدى قرى عزلة مكيراس بمديرية مكيراس التابعة لمحافظة البيضاء، بلغ تعداد سكانها 290 نسمة حسب تعداد اليمن لعام 2004.